# Oreobates lundbergi
Hypodactylus lundbergi
Espèce
Synonymes
- Eleutherodactylus lundbergi Lehr, 2005
- Hypodactylus lundbergi (Lehr, 2005)

Statut de conservation UICN

 DD  : Données insuffisantes
Oreobates lundbergi est une espèce d'amphibiens de la famille des Craugastoridae.

## Répartition
Cette espèce est endémique de la province de Pasco dans la région de Pasco au Pérou. Elle se rencontre entre 1 800 et 2 760 m d'altitude sur le versant amazonien de la cordillère Orientale.

## Étymologie
Cette espèce est nommée en l'honneur de Mikael Lundberg.

## Publication originale
- Lehr, 2005 : A new species of the Eleutherodactylus nigrovittatus group (Anura: Leptodactylidae) from Andean Peru. Herpetologica, vol. 61, no 2, p. 199-208.